# Lingua pangasinan
Il pangasinan, pangasino o pangasinense è una lingua austronesiana parlata nel centro della provincia di Pangasinan, situata nell'isola di Luzon, nelle Filippine. Un tempo veniva scritto utilizzando il baybayin.

## Classificazione
Il pangasinan appartiene alla famiglia linguistica delle Lingue maleo-polinesiache occidentali e fa parte delle Lingue filippine, sottogruppo delle lingue luzon settentrionali, ramo lingue meso-cordillera.

## Fonologia
Le tavole seguenti presentano i fonemi del pangasinan.

### Vocali
|        | Antériore     | Centrale      | Postériore    |
| ------ | ------------- | ------------- | ------------- |
| Chiusa | i /i/ iː /iː/ | ɨ /ɨ/ ɨː /ɨː/ | u /u/ uː /uː/ |
| Aperta |               | a /a/ aː /aː/ |               |

### Consonanti
|             |             | Bilabiale | Dentale | Laterale | Palatale | Velare | Glottale |
| ----------- | ----------- | --------- | ------- | -------- | -------- | ------ | -------- |
| Occlusive   | Sorde       | p /p/     | t /t/   |          |          | k /k/  | ʔ /ʔ/    |
| Occlusive   | Sonore      | b /b/     | d /d/   |          |          | g /ɡ/  |          |
| Fricativa   | Fricativa   |           | s /s/   |          |          |        |          |
| Nasale      | Nasale      | m /m/     | n /n/   |          |          | ŋ /ŋ/  |          |
| Liquida     | Liquida     |           | r /r/   | l /l/    |          |        |          |
| Semi-vocale | Semi-vocale | w /w/     |         |          | y /j/    |        |          |

### Numeri
Lista dei numerali da uno a dieci in Italiano, Tagalog, Ilokano e Pangasinan.
| Italiano | Tagalog | Ilokano   | Pangasinan                 |
| -------- | ------- | --------- | -------------------------- |
| uno      | isa     | maysa     | sakey, isa                 |
| due      | dalawa  | dua       | duara, dua                 |
| tre      | tatlo   | tallo     | talora, talo               |
| quattro  | apat    | uppat     | apatira, apat              |
| cinque   | lima    | lima      | limara, lima               |
| sei      | anim    | innem     | anemira, anem              |
| sette    | pito    | pito      | pitora, pito               |
| otto     | walo    | walo      | walora, walo               |
| nove     | siyam   | siam      | siamira, siam              |
| dieci    | sampu   | sangapulo | samplora, samplo,sangapolo |

Numeri Ordinali:
I Numeri Ordinali vengono formati aggiungendo il prefisso KUMA- (KA- più infisso -UM).  Esempio:  kumadua, secondo.
Numeri Associativi:
I Numeri Associativi vengono formati aggiungendo il prefisso KA-.  Esempio:  katlo, terzo di un gruppo di tre.
Frazioni:
I Numeri Frazionari vengono formati aggiungendo il prefisso KA ad un Numero Associativo.  Esempio:  kakatlo, un terzo.
Moltiplicativi:
I Numeri Ordinali Moltiplicativi vengono formati aggiungendo il prefisso PI- al numero cardinale per moltiplicare da due a quattro oppure PIN- per gli altri numeri.  Esempi:  kaisa, prima volta; pidua, seconda volta; pinlima, quinta volta.